# Vichada (rijeka)
Vichada je crnovodna rijeka u Kolumbiji, lijeva pritoka rijeke Orinoco. Pripada atlantskom slijevu.